# Hemiaufidus elsa
Hemiaufidus elsa är en insektsart som beskrevs av Schmidt 1920. Hemiaufidus elsa ingår i släktet Hemiaufidus och familjen spottstritar. Inga underarter finns listade i Catalogue of Life.